# Giulio Cesare contro i pirati
Giulio Cesare contro i pirati è un film del 1962 diretto da Sergio Grieco. Ispirandosi fantasiosamente ad alcuni episodi storici della vita del giovane Cesare, il film ha come interpreti l'uruguayano Gustavo Rojo, Abbe Lane e Gordon Mitchell, quest'ultimo noto culturista interprete di numerosi film peplum.

## Trama
Gaio Giulio Cesare, per sfuggire al pericolo di una congiure a Roma, dov'è dittatore Silla, fugge in Bitinia, antica regione della Repubblica romana. L'infido Nicomede, re di questa regione, cerca di trattenerlo a corte, ma Cesare preferisce imbarcarsi, preparandosi alla partenza. Il re progetta allora un piano per ostacolarlo: gli manda a bordo Plauzia, una bellissima schiava che aveva già attirato l'attenzione di Cesare, e che è la donna di Hamar, un famoso pirata. Facendo arrivare al pirata la notizia della sua presenza a bordo della nave, Nicomede è sicuro che l'imbarcazione sarà attaccata, cosa che puntualmente avviene. Prima di venire abbordati dai pirati, comunque, Cesare aveva già ridato la libertà alla donna che, grata, gli salva la vita quando Hamar sta per ucciderlo. Mentre tutto l'equipaggio e gli altri passeggeri vengono buttati a mare, Cesare e due dei suoi, Publio e Frontone, insieme alla cugina Quintilia, figlia del governatore di Mileto, sono tenuti in ostaggio per ricavarne un riscatto. Cesare promette al pirata cinquanta talenti, una somma enorme, degna di un re, se a tutti loro quattro verrà garantita la libertà. Giunta la nave a Farmacussa, la base pirata, Hamar affida ad Akim la missione di portare a Roma Publio, l'amico di Cesare, che potrà contattare la sua famiglia per il pagamento del riscatto.

A Farmacussa, intanto, Cesare scopre in una grotta un passaggio segreto che gli dà l'idea di potere, appena sarà libero, tornare sull'isola cogliendo di sorpresa i pirati e distruggerne così definitivamente la base. Hamar, invece, comincia a sospettare che Plauzia si sia innamorata di Cesare, cosa che suscita la sua gelosia. Quando la nave inviata a Roma è di ritorno, si scopre che l'equipaggio è stato decimato durante un arrembaggio e che il denaro del riscatto è stato rubato. Furibondo, Hamar si scaglia contro i romani, condannandoli a morte. La sentenza sarà eseguita nella "grotta delle spade", dove i quattro vengono incatenati a una parete con davanti un marchingegno di punte metalliche che si avvicina sempre di più ai loro corpi, destinati ad essere infilzati. Sarà Plauzia a salvarli, facendoli fuggire.
La donna distoglie poi l'attenzione di Hamar che non si accorge subito della fuga, permettendo ai romani di raggiungere una barca con cui prendono il largo. Vengono avvistati dalla nave di Valerio Torquato, il padre di Quintilia, giunto fin lì per vendicare la cattura della figlia. Salito a bordo, Cesare spiega il suo piano per attaccare la base. Mentre una delle tre navi romane della spedizione attacca frontalmente il villaggio pirata, gli equipaggi delle altre due si introducono nel passaggio segreto, prendendo alle spalle il nemico.

Il villaggio viene distrutto e Cesare si scontra con Hamar che, per vendicarsi, gli mostra il supplizio a cui è stata condannata Plauzia per il suo tradimento, lo stesso che Hamar aveva riservato a lui. Dopo avere atterrato il pirata, Cesare libera Plauzia, ma Hamar, non domo, lancia un pugnale contro il romano. Plauzia, benché gravemente ferita, riesce a proteggere con il proprio corpo l'amato, restando uccisa.

## Produzione
Alcuni esterni, tra cui le battaglie navali, sono stati girati in Jugoslavia.

## Distribuzione
Distribuito in Italia dalla Globe Films International, il film uscì nelle sale il 23 aprile 1962. In Turchia, fu distribuito il 29 aprile 1968 con il titolo Sezar Anadolu Yolunda: in Francia, come Jules César contre les pirates, uscì il 24 maggio 1973.